# 奥德公墓
奥德公墓（阿拉伯语： مقبرة العود) 是沙特阿拉伯利雅得奥德的一个公墓，安葬有沙特不少皇室成员。 其名在半岛阿拉伯语中的意思是“长者”，很可能指的是安葬在这里的阿卜杜勒阿齐兹。除他之外，安葬在这里的国王还包括法赫德、哈立德、费萨尔、沙特和阿卜杜拉。